# 이반 초노프
이반 니콜로프 초노프(불가리아어: Иван Николов Цонов, 1966년 7월 31일~)는 불가리아의 레슬링 선수이다. 1988년 하계 올림픽 자유형 라이트플라이급에서 은메달을 획득했으며 유럽 선수권 대회에서 금메달 1개, 은메달 3개, 동메달 2개를 획득했다.